# Pianpian (São Tomé)
Pianpian ist ein Hügel auf São Tomé und Príncipe.

## Geographie
Der Pianpian ist ein Hügel südlich von Folha Fede oberhalb der Ostküste der Insel. Der Hügel ist bewaldet. Im Süden ist der nächste höhere Gipfel der Bussaco.